# I am Jackie Chan: my life in action
I am Jackie Chan: my life in action è l'autobiografia dell'attore, regista, coreografo, cantante e produttore cinematografico Jackie Chan. Uscito in Inghilterra nel 1998, il libro non è stato tradotto in italiano e consta di quasi 400 pagine. Per la stesura Chang ha collaborato con il coautore Jeff Yang. 
Nel corso della narrazione l'autore ripercorre la sua vita dall'infanzia terribile all'Accademia dell'Opera di Pechino, ai difficili esordi cinematografici con Lo Wei, fino al successo travolgente e allo sbarco a Hollywood (frutto di ben tre tentativi di cui i primi due fallimentari).